# Semi-Olympus
De Semi-Olympus was een fotocamera van Takachiho (het bedrijf dat later Olympus Corporation zou worden) die in 1936 werd uitgebracht. Tegenwoordig wordt deze camera vaak Semi-Olympus I genoemd, maar naar het schijnt werd die naam indertijd niet gebruikt.
De camera had een Zuiko lens op een body die door Proud werd gemaakt op basis van de Duitse Baldax. Het toestel was voorzien van een uitklapbare lens en een zoeker, en was te koop voor ¥ 105 in een tijd dat een gemiddeld Japans maandsalaris ¥ 75 was. Vanaf 1937 was de Semi-Olympus I leverbaar met Olympus' zelfontwikkelde Koho-sluiter. De opvolger, Semi-Olympus II (1938) zou worden uitgevoerd met een door Olympus zelf ontworpen camerabody.